# 송도바이오대로
송도바이오대로는 인천광역시 연수구 송도동에 있는 도로로, 총 연장은 5.920 km이다. 도로명의 유래는 송도국제도시가 바이오산업의 메카임을 반영한 것에서 유래하였다.

## 역사
- 2016년 3월 18일 : 도로명으로 송도바이오대로를 고시

## 주요 경유지
- 연수구
  - 송도동

## 접촉하는 도로
- 남동대로 (직결)
- 아암대로
- 송도과학로
- 송도문화로
- 송도교육로
- 첨단대로
- 송도미래로
- 지식기반로
- 인천신항대로

## 주변 시설

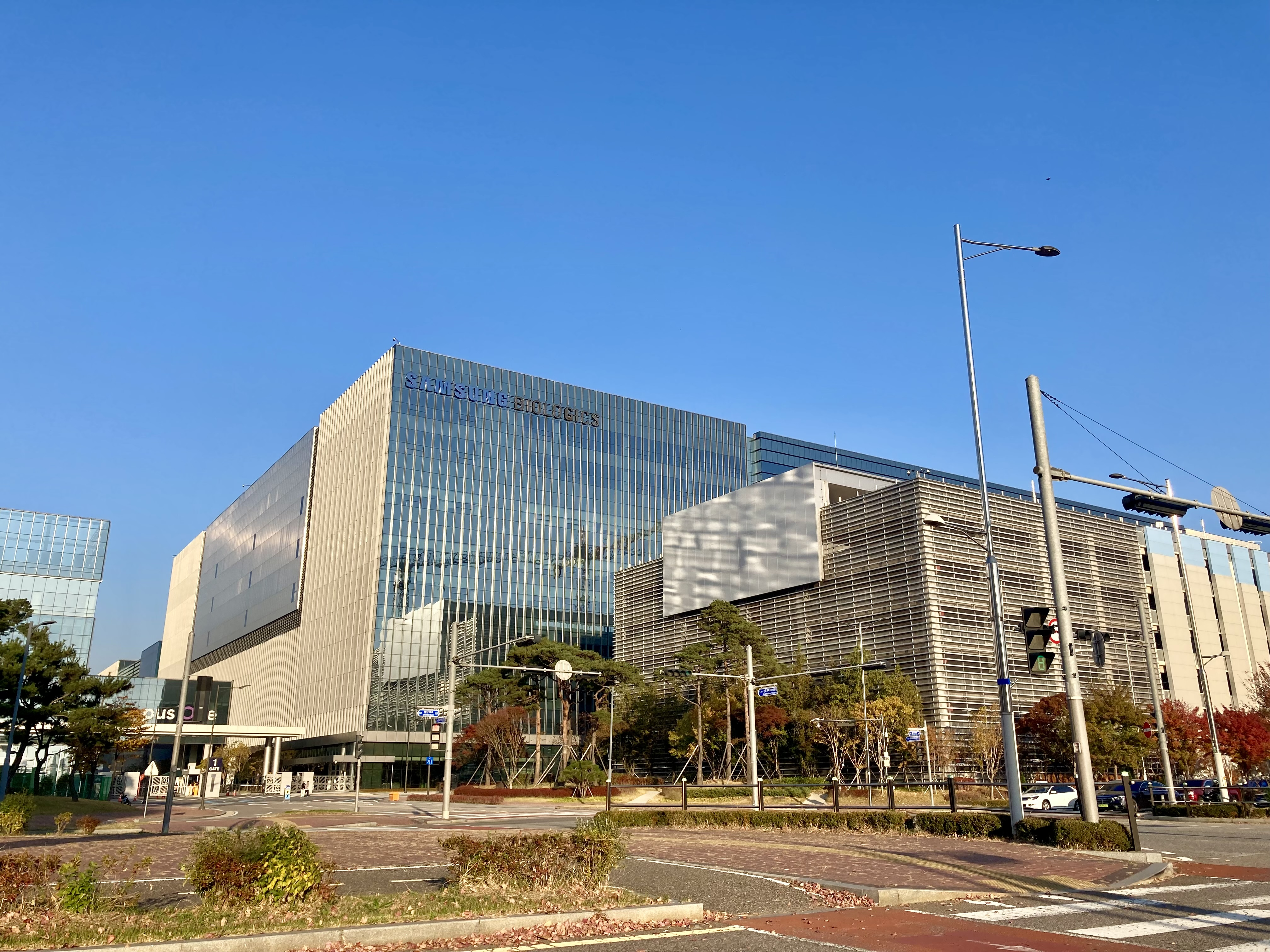
송도삼성바이오로직스(송도바이오대로 300)

- 성원운수 소래지점 (송도바이오대로 277/송도동 473)
- 삼성바이오로직스 (송도바이오대로 300/송도동 201-2)